# Parafia św. Piotra i Pawła w Równym
Parafia pw. Świętych Piotra i Pawła w Równym – parafia rzymskokatolicka znajdująca się w Równym. Należy do dekanatu Głubczyce diecezji opolskiej.
Parafia należała pierwotnie do diecezji ołomunieckiej, znajdując się na terenie tzw. dystryktu kietrzańskiego, który do diecezji opolskiej został włączony w 1972.